# 270553 Loureed
270553 Loureed è un asteroide della fascia principale. Scoperto nel 2002, presenta un'orbita caratterizzata da un semiasse maggiore pari a 2,7530298 UA e da un'eccentricità di 0,0121199, inclinata di 6,73305° rispetto all'eclittica.